# Ель-Лосар-дель-Барко
Ель-Лосар-дель-Барко (ісп. El Losar del Barco) — муніципалітет в Іспанії, у складі автономної спільноти Кастилія-і-Леон, у провінції Авіла. Населення — 131 особа (2010).
Муніципалітет розташований на відстані близько 160 км на захід від Мадрида, 75 км на захід від Авіли.
На території муніципалітету розташовані такі населені пункти: (дані про населення за 2010 рік)
- Ель-Баркільйо: 17 осіб
- Каса-де-ла-Вега: 9 осіб
- Ель-Лосар: 74 особи
- Наваморіска: 31 особа

## Демографія
Динаміка населення (INE ):